# Frères Zemour
Pour les articles homonymes, voir Zemour.
Ne doit pas être confondu avec Éric Zemmour.
Les frères Zemour, surnommés les « Z » par le Milieu, sont cinq frères français, juifs pied-noirs dont la carrière criminelle a défrayé la chronique durant les années 1970.

## Biographie

### Origines
Ils sont les enfants d'un couple de modestes juifs algériens originaires de Sétif, Raymond Zemour et Clairette Atlani, qui eurent également quatre filles :
- Roland Zemour (né le 21 novembre 1926, mort à Paris le 18 novembre 1947) ;
- Théodore Zemour (né le 12 août 1928, mort à La Courneuve le 19 mars 2019) ;
- William Zemour (né le 17 septembre 1930, mort à Paris le 28 février 1975) ;
- Gilbert Zemour (né le 4 mai 1935, mort à Paris le 28 juillet 1983) ;
- Edgar Zemour (né le 20 septembre 1937, mort à Miami le 8 avril 1983).

À l'origine, les frères Zemour se destinaient au négoce de vin. L'aîné, Roland, s'installe à Paris en 1945. Proxénète, il est tué en 1947. Les quatre autres débarquent clandestinement en 1955 et décident de venger leur frère. Le cadet Théodore prend alors ses distances avec ses trois autres frères. William dit Zaoui était le chef du clan. Gilbert, dit Petit Gilbert, était organisé et dur en affaires. Quant à Edgar, il est le plus instable de la famille, aimant les femmes, l'argent et l'ambiance de voyoucratie du « milieu »[pas clair].

### Carrières criminelles
Les frères Zemour se lancent dans l'escroquerie et font se prostituer quelques femmes pour le compte des frères Atlan, maîtres incontestés de la communauté pied-noire dans le 9e arrondissement. Mais peu à peu, ils se détachent de leur houlette pour se lancer indépendamment dans un trafic de femmes en partance pour les eros-centers allemands. De plus, des pieds-noirs arrivant d'Algérie, et pour la plupart truands, se rangent du côté des Zemour, valeur montante du IXe. Les clans Perret et Atlan sont, eux, en fin de parcours, mais leur présence gêne la progression de la fratrie. Ils décident alors d'abattre Simon Atlan et font courir le bruit que ce sont les Perret qui ont fait le coup. La contre-attaque ne se fait pas attendre. Ils s'éliminent mutuellement. À la fin, les Perret, vieillissants, préfèrent déménager dans l'Ouest. Les Zemour deviennent, de fait, les nouveaux rois du Faubourg-Montmartre, y rackettant notamment ses commerçants juifs.
Ils contrôlent le « milieu » parisien du proxénétisme avec les hôtels de passe, bars à prostituées et  cabarets. Avec les bénéfices du proxénétisme, ils investissent dans l'immobilier à Paris et dans un Eros-center à Francfort.
En 1967, ils tentent une incursion dans le monde du jeu tenu alors par les Corses en s'associant à Marcel Francisci. Ce dernier refuse. Une guerre d'intérêts se déclenche, avec pour résultats six morts. L'idée est abandonnée. Malgré tout cela, William tend à mener une vie rangée tout en dirigeant le clan. Edgar assume complètement son image de voyou en s'y complaisant. Gilbert, quant à lui, marié et deux enfants, est à la recherche d'honorabilité. Il investit dans des affaires légales — un restaurant — et possède des intérêts dans trois night-clubs parisiens. Puis, il décide de s'expatrier au Canada et de monter une compagnie immobilière : la fortune est au rendez-vous.  
En 1970, Roger Bacri dit « petit Roger », membre du clan, veut se lancer dans le trafic de drogue avec les Z, en pleine période du trafic de la French Connection. Ces derniers refusent. « Petit Roger » fait sécession et monte sa propre filière, mais elle est démantelée par la police. Les Zemour refusent de le réintégrer. Il se tourne alors vers des truands lyonnais, et leur association se fait appeler le « Gang des Siciliens ». Une guerre des gangs se déclenche, entre les Zemour et eux, qui fera près de trente morts. Elle s'étalera jusqu'à la fin des années 1970.
Parallèlement, les affaires commencent à péricliter. Gilbert perd ses établissements parisiens et une partie de sa fortune au Canada. Edgar, quant à lui, perd les établissements de prostitution dont il avait la gestion. En 1975, après la mort de William, Edgar s'exile à Miami. Il monte un restaurant qui fait faillite. Il y met alors le feu pour récupérer la police d'assurance. En 1981, de retour à Paris, il tente de récupérer un million de francs que lui devrait Marcel Francisci. Il le menace et ce dernier est abattu dans son parking, le 15 janvier 1982. Edgar est innocenté de ce meurtre et repart pour Miami.

### Fin
William est finalement mortellement blessé par la police lors d'une rencontre dans un bar « le Thélème » (no 11 boulevard Saint-Germain) avec le gang des Siciliens durant la guerre qui les opposait, le 28 février 1975. Outre William, son garde du corps Joseph Elbaz est également tué, tandis qu'un policier a pris une balle à quelques centimètres du cœur. Les frères de William connaîtront également une fin tragique : Edgar est abattu le 8 avril 1983 par un inconnu au fusil à lunette à une distance de quatre cents mètres dans sa villa de Miami, où il réside avec son fils Mickael ; Gilbert est abattu dans Paris, devant son domicile de l'avenue de Ségur, en promenant ses chiens le 28 juillet de la même année.
Il se pourrait que ce soit Gilbert le Libanais qui ait abattu Edgar Zemour pour le compte de Paul Mondoloni, lui-même ami de Marcel Francisci[réf. nécessaire].